# 梁实 (1967年)
梁實（1967年—），四川眉山仁寿县人。从事过服装以及建材生意。自1983年至2025年，他已参加了29次高考，但一直没能够如愿考上四川大学，因此，他也被称为「高考钉子户」。他曾表示自己参加高考只是想完成入读大学的梦想，而并非为了找工作而上大学。他第一次参加高考是在16岁高中毕业那年（1983年），但他没有考上专科。其高考分数于2016年（第20次）首次到达二本线。其子在国外上大学并且已经毕业。

## 高考成绩
| 年份   | 考试次数 | 选择科目         | 考试成绩 |
| ------ | -------- | ---------------- | -------- |
| 2010年 | 第14次   | 理科             | 337分    |
| 2011年 | 第15次   | 理科             | 352分    |
| 2012年 | 第16次   | 理科             | 330分    |
| 2013年 | 第17次   | 理科             | 399分    |
| 2014年 | 第18次   | 理科             | 427分    |
| 2015年 | 第19次   | 理科             | 417分    |
| 2016年 | 第20次   | 理科             | 453分    |
| 2017年 | 第21次   | 理科             | 393分    |
| 2018年 | 第22次   | 理科             | 469分    |
| 2019年 | 第23次   | 理科             | 462分    |
| 2020年 | 第24次   | 理科             | 420分    |
| 2021年 | 第25次   | 理科             | 403分    |
| 2022年 | 第26次   | 文科             | 428分    |
| 2023年 | 第27次   | 文科             | 424分    |
| 2024年 | 第28次   | 文科             | 446分    |
| 2025年 | 第29次   | 历史、政治、生物 | 454分    |